# Albula
Albula, rod riba iz porodice Albulidae, dio razreda zrakoperki (Actinopterygii). Postoji 11 priznatih vrsta.
Većina vrsta naraste tridesetak centimetara, a nešto veće su Albula argentea (70 cm), Albula glossodonta (90) i najveća Albula vulpes (104 cm)

## Vrste
1. Albula argentea (Forster, 1801)
2. Albula esuncula (Garman, 1899)
3. Albula gilberti Pfeiler & van der Heiden, 2011
4. Albula glossodonta (Forsskål, 1775)
5. Albula goreensis Valenciennes, 1847
6. Albula koreana Kwun & Kim, 2011
7. Albula nemoptera (Fowler, 1911)
8. Albula oligolepis Hidaka, Iwatsuki & Randall, 2008
9. Albula pacifica (Beebe, 1942)
10. Albula virgata Jordan & Jordan, 1922
11. Albula vulpes (Linnaeus, 1758)